# Jewgienij Tichocki
Jewgienij Siergiejewicz Tichocki, ros. Евгений Сергеевич Тихоцкий (ur. ok. 1878, zm. w 1953 w ZSRR) – rosyjski wojskowy (generał), emigracyjny pisarz – memuarysta, oficer Rosyjskiego Korpusu Ochronnego, a następnie Kozackiego Stanu podczas II wojny światowej.
Wstąpił ochotniczo do 1 Jekaterynodarskiego Pułku Konnego. W 1898 r. ukończył kozacką szkołę wojskową w Stawropolu, po czym służył jako junkier w 1 Czarnomorskim Pułku Konnym. W 1900 r. przeszedł do 1 Urupskiego Pułku Konnego, przemianowanego wkrótce na 1 Liniowy Pułk Kozacki, gdzie objął dowództwo 2 Sotni. W 1909 r. mianowano go piatidesatnikiem w jednej z kozackich brygad konnych. W 1910 r. awansował do stopnia podesauła. Brał udział w I wojnie światowej. Na początku października 1914 r. został odznaczony Orderem Św. Jerzego 4 klasy. W 1916 r. mianowano go pułkownikiem. Od 1918 r. służył w wojskach Białych. W połowie listopada 1920 r. wraz z oddziałami Białych został ewakuowany z Krymu do Gallipoli. Na emigracji zamieszkał w Królestwie SHS. Awansował na generała majora. W latach 30. napisał szereg wspomnień z okresu I wojny światowej (m.in. "Атака Австро-Венгерской конницы на 2-ю Сводную казачью дивизию под м. Городок 4-17 августа 1914 г.", "Атака 1-го линейного полка Кубанского казачьего войска в боях под г. Чертков 22/9 и Бучач 23/10 августа 1914 г., и гибель 1-ой Австро-венгерской батареи 7-го конного арт. Дивизиона", "Памятка 1-го линейного генерала Вельяминова полка Кубанского казачьего войска", "Кубанские казаки в Великую войну"). Po zajęciu Jugosławii przez wojska niemieckie w kwietniu 1941 r., wstąpił do nowo formowanego Rosyjskiego Korpusu Ochronnego. Służył w 1 Kozackim Pułku Konnym Korpusu. Na początku 1945 r. przeniesiono go do Kozackiego Stanu stacjonującego w północnych Włoszech, gdzie na początku maja tego roku wraz poddał się Brytyjczykom. Został wydany Sowietom. Po procesie skazano go na karę wieloletniego pobytu w łagrach, gdzie zmarł w 1953 r.